# Гигрома
Гигро́ма (греч. ὑγρός — «жидкий» + -ōma — «опухоль»), также известно как синовиальная киста или ганглион, — опухолевидное образование, представляющее собой скопление жидкости серозного характера с примесью слизи или фибрина в сухожильном влагалище или серозной сумке. Иногда состоит из нескольких частей. Гигромы чаще встречаются у женщин в возрасте 20—30 лет. Обычно больные не чувствуют боли при маленьких размерах гигромы, что затрудняет её обнаружение и лечение на ранних сроках.

## Этиология и патогенез
Часто гигрома развивается вследствие тендовагинита или бурсита, протекающих подостро. Характерными особенностями патогенеза являются поверхностное расположение сухожильного влагалища или синовиальной сумки в сочетании с их хронической травматизацией, часто в результате повторяющихся движений в рамках профессиональной деятельности. 
Наиболее частая локализация гигром — запястье, именно здесь гигрома зачастую вызывает дискомфорт. Гигрома лучезапястного сустава связана с суставом. Реже гигрому можно встретить и на других участках тела. Обычно диаметр гигромы составляет от 1—2 до 5—6 см, редко она достигает большего размера.

## Клиническая картина
При небольших размерах гигромы жалобы, как правило, отсутствуют. По мере роста гигромы появляется тупая ноющая боль, а в случае сдавления сосудисто-нервных пучков, могут присоединиться парестезия, гиперестезия, венозный застой. При пальпации в области гигромы кожа эластичная, подвижная, если воспаление в синовиальной сумке отсутствует, пальпация безболезненная, гигрома ограниченно смещается, спаяна только у основания, имеет мягко-эластическую консистенцию.

## Диагностика
Диагноз ставится на основании клинической картины. При нетипичной локализации проводится рентгенологическое или ультразвуковое исследования, для исключения злокачественности может проводиться пункция с последующей гистологией и цитологией. 

## Методы лечения гигромы
Гигрома обычно не опасна и может быть оставлена без лечения. Также гигрома может исчезнуть сама, если своевременно прекратить нагрузки на травмирующую область. Бывают случаи, что гигрома может лопнуть (например, при ударе этой областью) и больше не появиться. Удаление показано в тех случаях, когда она причиняет боль и дискомфорт, мешает при движениях и доставляет косметический дискомфорт. 
Консервативные методы лечения (применение тепла, грязевых и парафиновых аппликаций, ионофореза с йодом, облучение ультрафиолетовыми лучами и рентгенотерапии) являются, как правило, неэффективными. Наиболее эффективный метод лечения — хирургический, с полным иссечением капсулы (ганглия). Устье гигромы, уходящее в полость сустава, необходимо перевязать и наложить дупликатуру — дополнительно укрепить местными тканями.
Операция выполняется под местной анестезией, длится около 20—30 минут, швы снимаются на 7—10 день после операции. При крупных размерах гигромы и сложном расположении операция выполняется под наркозом. Причиной рецидива являются оставшиеся участки гигромы и её удаление пункционным способом.

## Иллюстрации

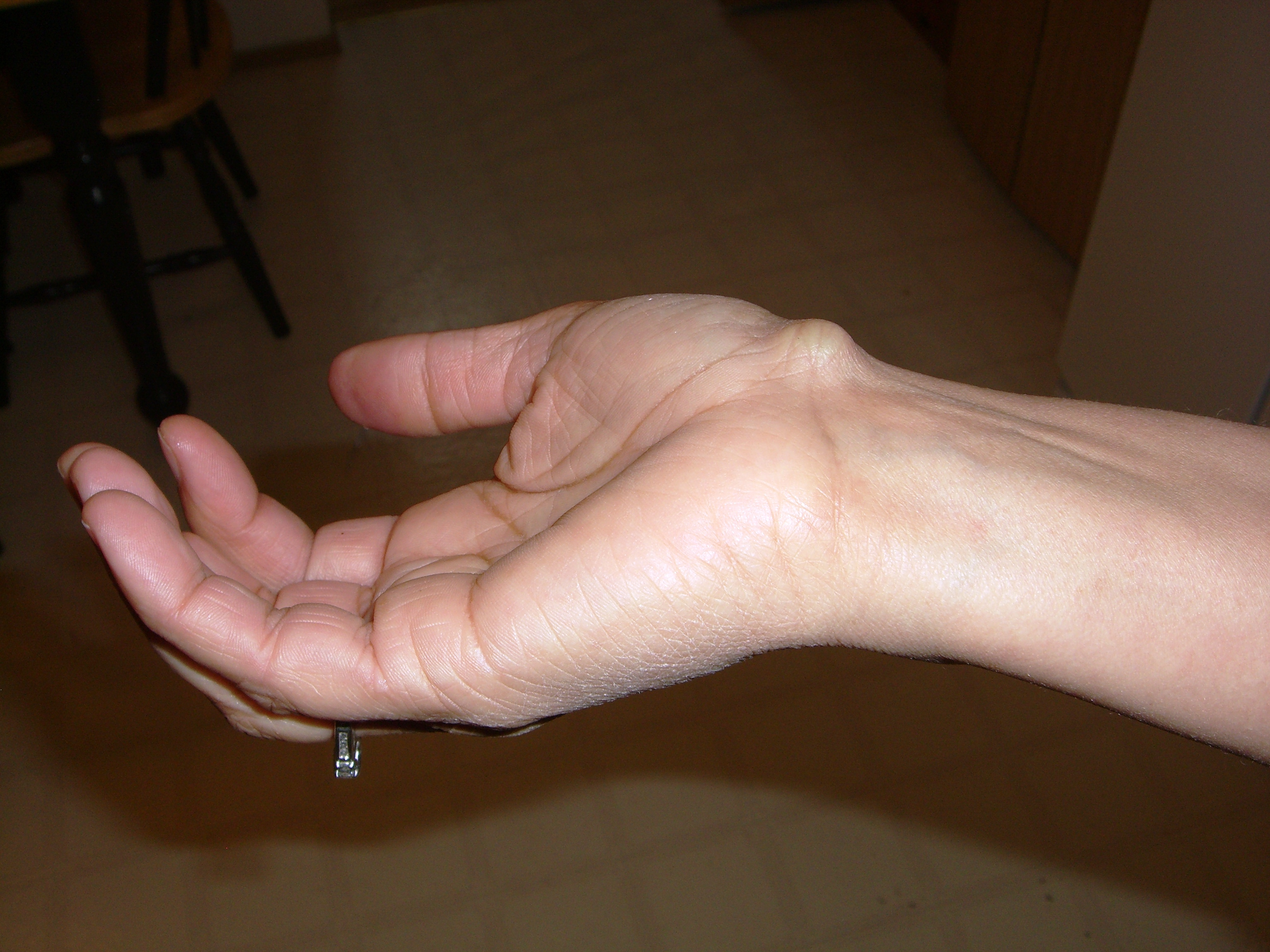
Гигрома на ладонной поверхности запястья
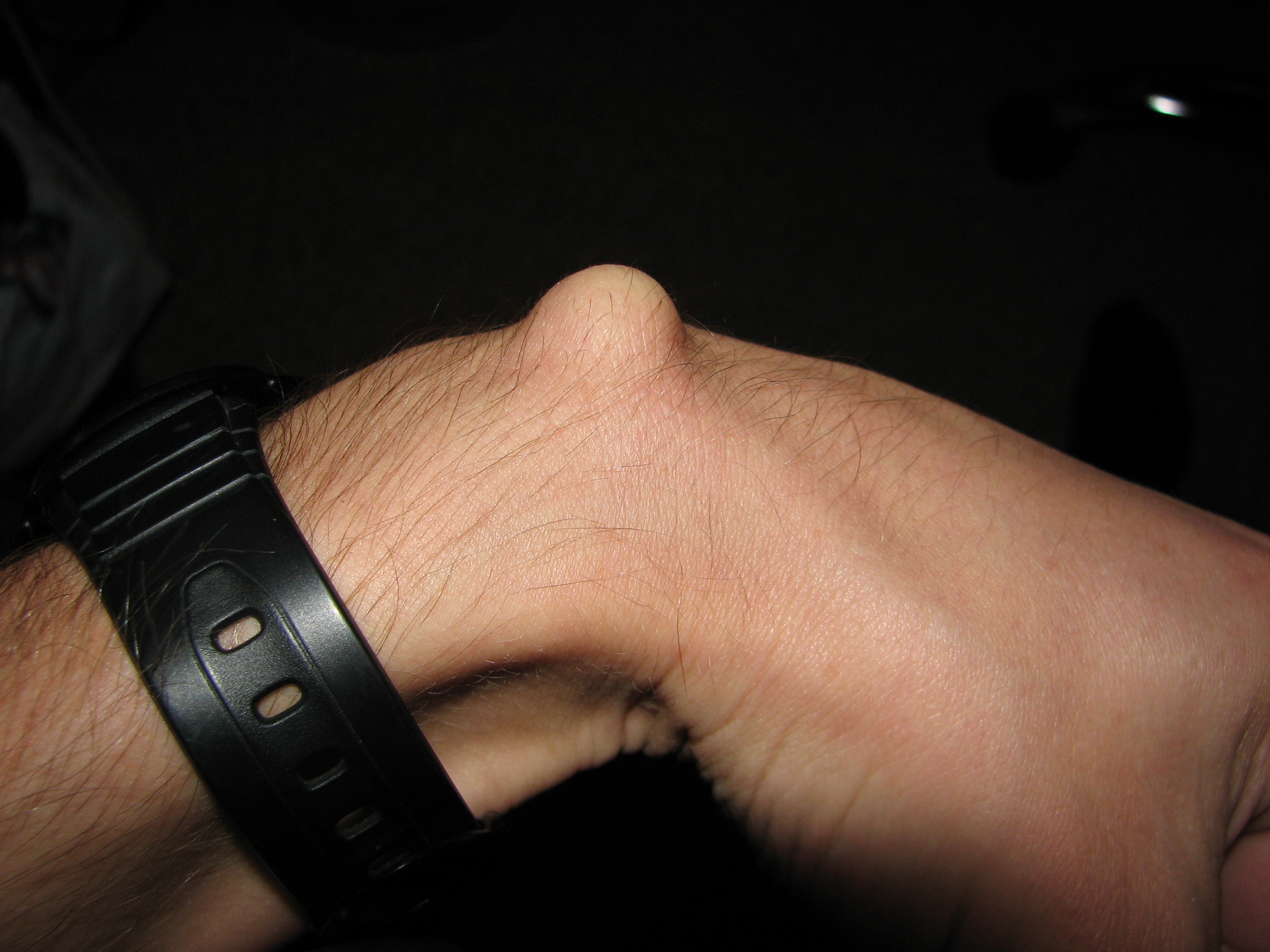
Гигрома на тыльной поверхности запястья
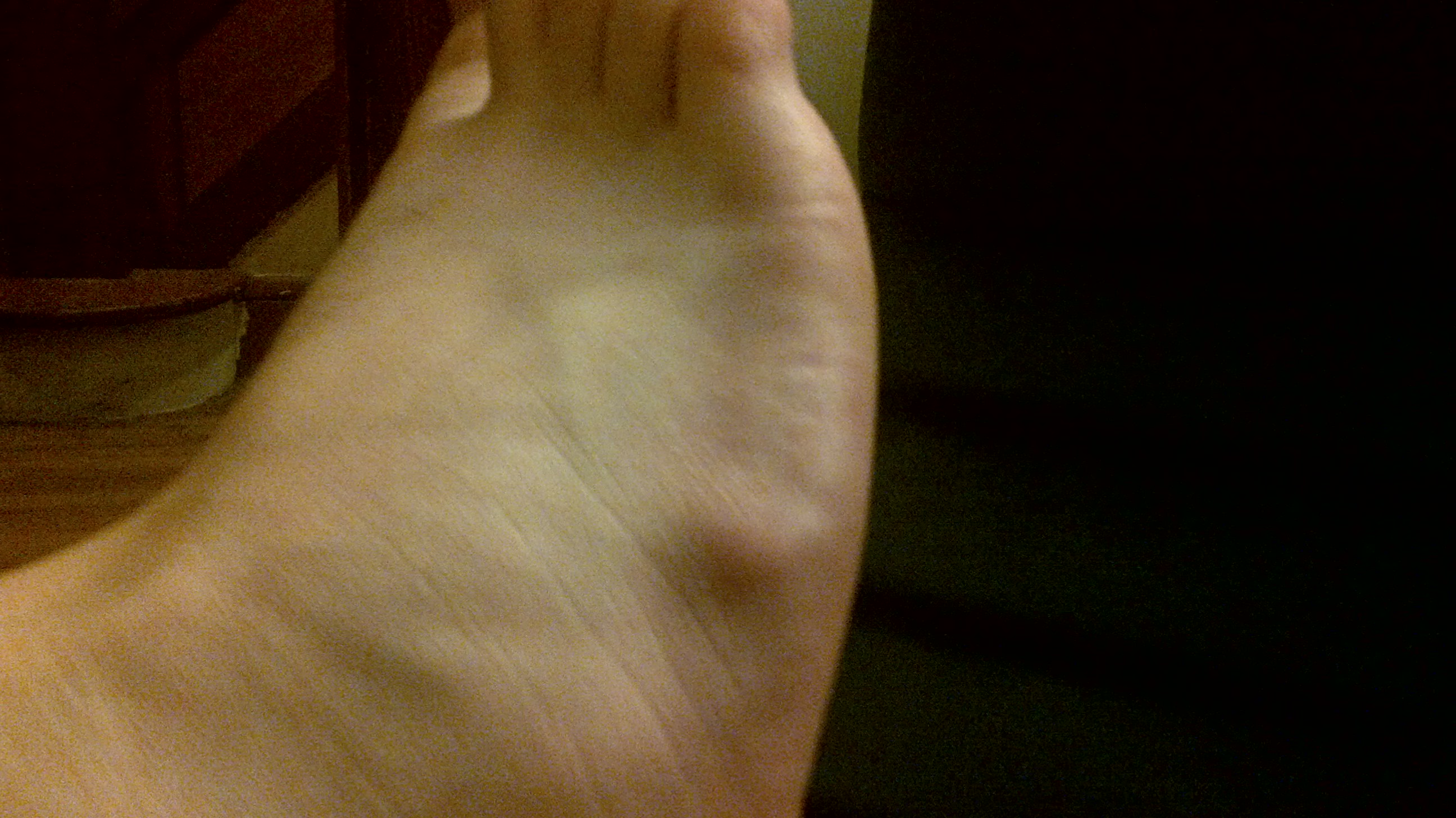
Гигрома на стопе
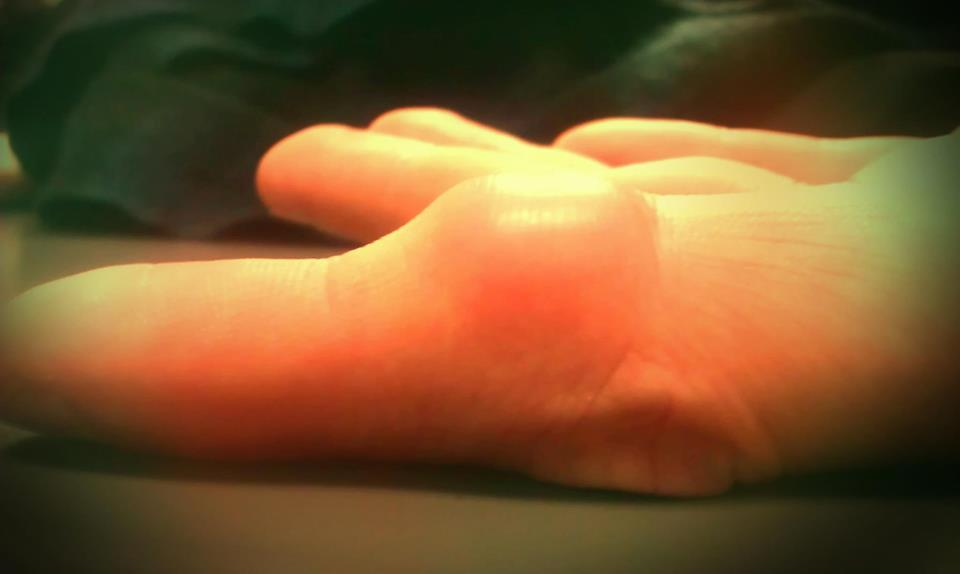
Гигрома пальца руки
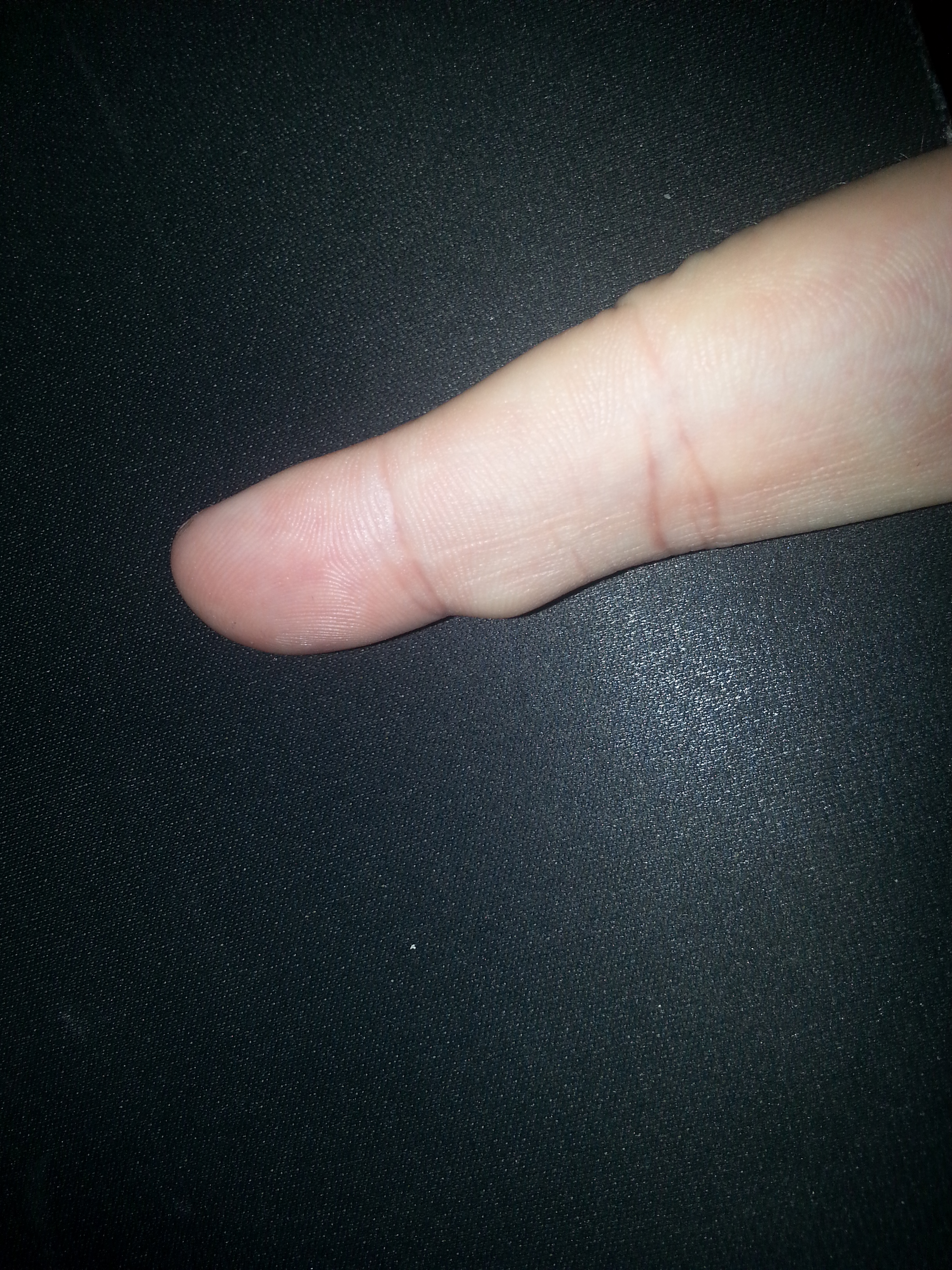
Гигрома указательного пальца руки
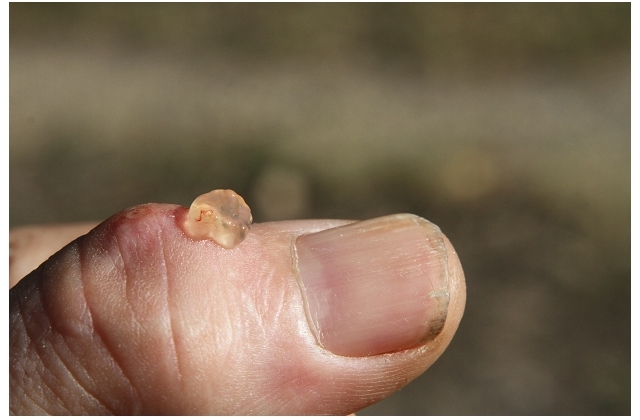
Гигрома на ногтевой фаланге пальца руки
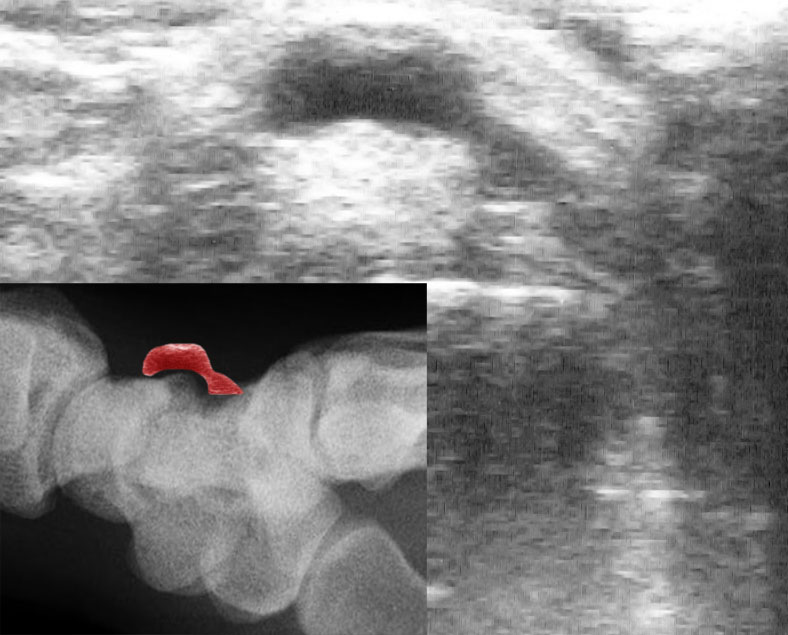
Ультразвуковое и рентгенографическое (на врезке) изображения гигромы запястья
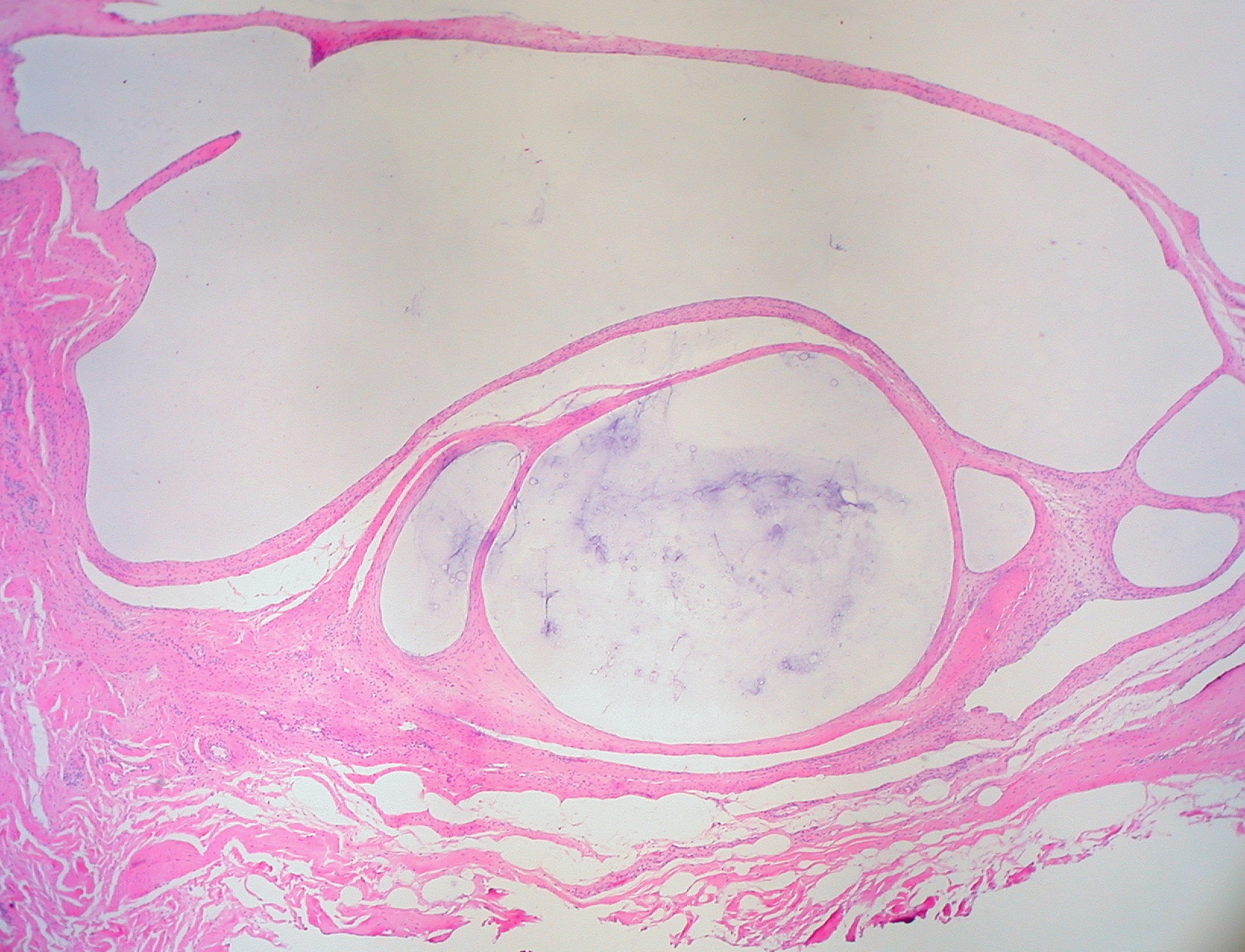
Морфологический препарат гигромы запястья